# Amsterdamned
Amsterdamned è un film del 1988 diretto da Dick Maas.
Pellicola prodotta nei Paesi Bassi nella quale Dick Maas firma regia, sceneggiatura, musiche figurando anche come produttore. Per la terza volta sceglie come protagonista Huub Stapel dopo L'ascensore e Arrivano i Flodder.
Il titolo del film è evidentemente formato dalla crasi delle parole Amsterdam e damned (in inglese "dannato/a").

## Trama
Amsterdam. Un serial killer camuffato da sub si aggira per i canali della città. Dopo aver rubato un coltello da macellaio dalla cucina di un ristorante cinese, l'assassino sorprende la sua prima vittima: una prostituta che, dopo aver rifiutato le avances da un tassista ed essere stata buttata fuori dalla macchina, viene violentemente pugnalata e trascinata in acqua. Il cadavere verrà ritrovato la mattina seguente appesa per i piedi ad un ponte da un gruppo di turisti in barca durante una visita turistica. Il detective Eric Visser, divorziato e con una figlia di 13 anni in custodia, viene incaricato per la cattura del killer e la risoluzione del caso. Intanto quella stessa notte, due ambientalisti stanno prendendo dei campioni d'acqua per un'indagine in corso nei pressi di un impianto chimico, quando all'improvviso il killer trascina in acqua uno dei due ambientalisti: l'altro tenta di levare l'ancora e si ritrova la testa mozzata dell'amico attaccata ad essa. Inorridito, l'uomo abbandona la barca e nuota fino a riva, dove cerca di attirare l'attenzione di un camion che trasporta materiali chimici all'impianto. Il camionista scorge l'uomo che chiede aiuto e scende dal mezzo per andare a vedere, ma proprio in quel momento l'assassino afferra l'uomo per la gamba e lo trascina in acqua prima che possa essere visto dall'autista del camion.
La mattina dopo Eric incontra John, un vecchio amico dell'accademia di polizia che adesso lavora per la polizia idraulica e che deciderà di aiutarlo nell'indagine. Uno degli uomini della polizia trova un batimetro, il che indirizza le indagini verso un sub. Visser si reca così in un club sportivo locale, dove incontra Laura - con la quale inizierà presto una relazione - e il suo psichiatra ed ex subacqueo Martin Ruysdael. Il killer intanto continua la sua scia di sangue uccidendo dapprima una ragazza che raccoglieva offerte ad un ristorante trascinandola in acqua - e il cui cadavere verrà ritrovato la mattina dopo da un vascello intento alla pulizia del canale - e successivamente un'altra ragazza che sta prendendo il sole in uno dei canali su un canotto galleggiante. Le indagini intanto portano all'individuazione di un sospetto, che viene inseguito ed arrestato. Visser però non è convinto ed i fatti gli danno ragione, in quanto il killer torna a colpire facendo affondare una casa galleggiante, annegando l'anziano ubriaco che la abitava. Il giorno dopo John decide di andare sott'acqua ad indagare sul relitto. Entrato nel battello, in un primo momento si terrorizza dopo aver visto il cadavere dell'abitante, poi viene sorpreso dal killer, che lo uccide sgozzandolo. La polizia comincia un inseguimento lungo i canali ma il killer riesce ancora una volta a darsi alla fuga. Viene segnalata dunque l'intrusione in un capannone sull'Amstel. Visser si reca sul posto dove effettivamente trova l'assassino. Comincia un lungo inseguimento in motoscafo lungo i canali, che si conclude con il motoscafo del killer che si schianta contro una barca che esplode. L'assassino però riesce a scamparla e fugge in un condotto fognario. Visser si aggira nelle fogne per inseguirlo, ma quando prende gli scalini per ritornare in superficie viene sorpreso dal sub che gli spara alla spalla con un fucile subacqueo. Quando il killer sta per tendergli il colpo di grazia, Eric afferra la pistola e gli spara alla maschera poco prima di svenire e perdere i sensi. Viene dunque ricoverato in ospedale.
Laura intanto si reca all'appuntamento settimanale con il suo psichiatra Martin e viene fatta accomodare dalla donna delle pulizie. Rimasta sola in casa, sente un rumore proveniente dal seminterrato (che dà sul canale) e quando va a controllare trova la muta da sub ancora bagnata e la maschera rotta dal proiettile sparato da Visser. Laura si fa dunque l'idea che sia Martin l'assassino e cerca di contattare Eric per telefono, ma il poliziotto sta dormendo e l'infermiera si limita a mandare il messaggio. In quel momento però Martin rientra in casa e Laura interrompe frettolosamente la comunicazione per andarsi a nascondere. Dopo essersi risvegliato Eric riceve il messaggio mandato da Laura e ricordandosi dell'appuntamento settimanale dallo psichiatra capisce che era a casa del dottore e corre subito da lei accompagnato dal collega poliziotto Potter. Laura tenta la via di fuga dal seminterrato ma inavvertitamente fa cadere un barattolo giù per le scale attirando l'attenzione di Martin, che, sentito il rumore dalla sua stanza, corre nello scantinato con una pistola. Una volta giunto in seminterrato, viene sorpreso da Laura, che lo colpisce ripetutamente con un remo fino a farlo svenire. Laura si accascia dunque a terra convinta di aver messo fuori gioco il presunto assassino, ma d'un tratto il vero serial killer emerge dall'acqua e afferra la donna per le gambe cercando di trascinarla con sé. Tempestivo l'arrivo di Eric, che spara al sub liberando la ragazza. Dopo essersi ripreso, Martin confessa infine che il killer è in realtà un suo vecchio amico d'infanzia che di professione aveva fatto il sub per recuperi navali: tre anni prima era rimasto vittima di un incidente durante il recupero in mare di alcuni fusti persi da una nave, allorché uno di questi, contenente esafluoruro di uranio, si aprì sott'acqua sfigurandogli il volto. Una volta giunto alla sua dimora, il killer, ferito, si toglie la maschera e anticipa la polizia suicidandosi con un colpo di fucile in bocca.
Infine, Eric riprende la sua felice relazione con Laura mentre navigano su un pedalò per i canali della città, ma non prima di aver fatto uno scherzo alla donna.

## Curiosità
- La scena all'inizio del film, in cui Eric Visser (Huub Stapel) è in fila con l'automobile lungo un canale e vede una rapina in un panificio, fu girata a Utrecht, sul Vismarkt. Poco dopo passa davanti ad un café in cui siede Simon Carmiggelt.
- L'inseguimento in motoscafo è basato sul film 'Puppet on a chain' del 1971. La scena comincia al cantiere Bibo sul Koenenkade presso il Nieuwe Meer e continua lungo l'Oudegracht di Utrecht. Questo perché ad Amsterdam non ci sono banchine con terrazze lungo i canali. La scena di Utrecht fu inoltre ripresa al rallentatore, per aumentarne l'effetto scenico. Le comparse sulla terrazza dovettero quindi muoversi al rallentatore per poi buttarsi in acqua. Per girare i 10 secondi di film sull'Oudegracht furono necessari due giorni di riprese. Nella scena in cui il motoscafo del killer salta volando oltre un ponte, il motoscafo fu "sparato" con una pistola ad azoto.
- Il direttore della fanfara sulla barca che attonito guarda il motoscafo prendere il volo è Bert Haanstra. La fanfara sulla barca ed il pezzo che stava suonando è un riferimento ad un film dello stesso Haanstra, Fanfare.
- L'uomo sulla bicicletta d'acqua è il giornalista di cinema olandese Simon van Collem.
- Non fu ovviamente possibile tecnicamente pompare tutta l'acqua fuori dalla chiusa dell'Amstel presso il Teatro Carré. Quindi per queste scene fu posizionato davanti alla telecamera un quadro (matte painting) rappresentante una chiusa svuotata.
- Data la portata turistica, non era possibile chiudere le strade di De Wallen per poter effettuare le riprese. Quindi per alcuni giorni il canale Groenburgwal fu addobbato con lampade rosse ed insegne luminose per farlo sembrare un canale del quartiere a luci rosse.
- Nel film si vede chiaramente che la zona attorno alla Zeedijk e all'Oudezijds Achterburgwal alla fine degli anni ottanta erano una zona off limits, con molte edifici fatiscenti e chiusi.
- Gli interni negli uffici della polizia sono girati nella nuova sede del municipio sull'Amstel, dove il comune si era trasferito proprio nel 1988.
- Il sistema fognario che si vede alla fine del film è stato creato in studio in quanto in realtà ad Amsterdam non esiste.
- Le riprese subacquee furono effettuate nell'Oostvoornse Meer presso Rotterdam in quanto i canali di Amsterdam non erano adatti. Un battello fu fatto affondare appositamente per il film: il relitto giace a 15 metri di profondità presso l'Europoort Dive Center e da allora è divenuto meta di immersioni. Alcune singole scene furono riprese nel lago Sloterplas di Amsterdam.
- La casa dello psichiatra Martin Ruysdael si trova in realtà ad Heemstede, in Alberdingk Thijmlaan 77. Le riprese furono effettuate dall'altro lato del canale.
- Per il film Golden Earring aveva appositamente scritto un brano, My Killer, My Shadow. Per la delusione della band e dei suoi fans, però, Maas non selezionò il brano per la colonna sonora del film. In seguito il brano uscì sull'album Keeper of the Flame.
- Alla fine come tema musicale fu scelta Amsterdamned cantata dal gruppo Loïs Lane. Il singolo non superò la 33ª posizione nella Top 40 olandese, mentre la scartata My Killer, My Shadow di Golden Earring fece meglio raggiungendo la 24ª posizione.